# Luigi Amoroso
Luigi Amoroso (Nápoles, 26 de março de 1886 – Roma, 28 de outubro de 1965) foi um matemático e economista italiano.
Foi de 1926 a 1956 professor de economia política na Universidade de Roma "La Sapienza". Foi membro da Accademia Nazionale dei Lincei.
Foi palestrante do Congresso Internacional de Matemáticos de Cambridge em 1912, de Bolonha em 1928 e de Zurique em 1932.